# المعهد العالي للإعلام والاتصال
المعهد العالي للإعلام والاتصال المعروف اختصاراً بـ(ISIC) هو معهد عالي تأسس عام 1969 بالرباط. يُعتبر المعهد المؤسسة العمومية الوحيدة التي تكون خريجين في مجال الصحافة والإعلام. تنقسم الدراسة بالمعهد إلى القسم العربي والقسم الفرنسي، ويعتمد التدريس على نظام LMD (إجازة، ماستر، دكتوراه) إذ تستغرق الدراسة به ثلاث سنوات. ويهدف إلى تكوين متخصصين في مجال الإعلام والاتصال قصد تأهيلهم لمزاولة أعمالهم بالمؤسسات الإعلامية والإدارات والمؤسسات العمومية والجماعات المحلية والقطاع الخاص، ويحصل الطالب الناجح بعدها على دبلوم الإجازة للمعهد العالي للإعلام والإتصال.

## نصوص قانونية
مرسوم رقم 60-96-2 الصادر في 16 من رجب 1417 (28 نوفمبر 1996
مرسوم رقم 89-11-2 صادر في 15 من شوال 1432 (14 سبتمبر 2011) بإعادة تنظيم المعهد العالي للإعلام والاتصال.

## المهام
تناط بالمعهد مهمة تكوين أطر متخصصة في ميادين الإعلام والاتصال واستطلاع وقياس الرأي والميادين المرتبطة بمهن الصحافة والاتصال.
وتشمل هذه المهمة التكوين الأساسي والتكوين المستمر والتكوين بواسطة البحث أو كل ما يفيد الطالب حسب المحيط العام أو الظرفي.
وتهدف هذه التكوينات إلى نشر المعارف وإدماج الخريجين في الحياة العملية.
يمكن للمعهد أيضا أن :
- يقوم بإعداد ووضع برامج البحث بشكل خاص أو في إطار دراسات الدكتوراه أو هما معا ، ويساهم أيضا في برامج البحث الجهوية والوطنية أو الدولية.
- ينظم تداريب ومنتديات وملتقيات ودورات للتكوين المستمر لفائدة :
1. مستخدمي الهيآت العمومية وشبه العمومية والخاصة التي لها اهتمام بالمجالات المذكورة أعلاه ؛
2. الأشخاص الراغبين في الاندماج في الحياة العملية أو في الحصول على ترقية مهنية.

كما يمكن للمعهد القيام بأشغال الدراسة والخبرة بطلب من الغير ، عموميا كان أو خاصا.
كل الأشغال الأخرى المتعلقة بالبحث أو التكوين المستمر أو الخبرة أو الدراسات يمكن القيام بها بمقابل باستثناء مهمة التكوين الأساسي والبحث العلمي والتكنولوجي.
يمكن للمعهد ، في إطار المهام المسندة إليه ، أن يقدم بموجب اتفاقيات خدمات بمقابل وأن يحدث محاضن لمقاولات الابتكار وأن يستغل البراءات والتراخيص وأن يسوق منتجات أنشطته.

## شروط القبول بالمعهد
يتوجب على المرشحين لمتابعة الدراسة بالمعهد العالي للإعلام والاتصال:
- أن تتوفر فيهم شروط الانتقاء.
- أن يجتازوا بنجاح الاختبار الكتابي والشفوي للمباراة.

## شروط الانتقاء
- شهادة البكالوريا (جميع الشعب)، أو أية شهادة أخرى معترف بمعادلتها للبكالوريا.
- أن لا يفوق سن المرشح 25 سنة.
- أن يحصل في امتحان البكالوريا على الأقل على 14/20 في المعدل العام.
- أن يحصل في امتحان البكالوريا على الأقل على 14 /20 في اللغتين العربية والفرنسية واللغة الثالثة.
- يجب على المرشح التسجيل في المباراة عبر الموقع الإلكتروني للمعهد، يحصل بموجبه على رقم إيداع الملف. ويتوصل المرشح المستوفي لشروط الانتقاء عبر بريده الإلكتروني باستدعاء لاجتياز المباراة.
- تفتح مباراة المعهد العالي للإعلام والاتصال أيضا أمام المرشحين الموظفين المرتبين في السلم 7 على الأقل، حيث تخصص لهم نسبة 10% من عدد المقاعد المتبارى بشأنها. ويشترط ألا يفوق عمرهم 35 سنة وأن يتوفروا على 3 سنوات من الخدمة الفعلية في مجال الإعلام والاتصال.

## اختبارات المباراة
تجرى مباراة الولوج للمعهد على مرحلتين: اختباران كتابي وشفوي.
الاختبار الكتابي :
- إنشاء في موضوع عام.
- استمارة أسئلة في الثقافة العامة.
- تلخيص وترجمة.
- اختبار في اللغة الثالثة (الإنجليزية، الإسبانية، الألمانية أو الإيطالية).

الاختبار الشفوي :
- مقابلة مع لجنة من أساتذة المعهد.

## التكوينات المتوفرة
تدوم الدراسة بسلك الإجازة ثلاث سنوات يحصل الطالب الناجح بعدها على دبلوم الإجازة للمعهد العالي للإعلام والاتصال.
تتلخص أهداف التكوين في ثلاث أقطاب :
- إغناء الثقافة العامة : مما يمكن الطالب من إتقان استعمال اللغات (العربية، الفرنسية، الإنجليزية، الإسبانية).
- التعلمات المتخصصة : تضمن للطالب تعلما شاملا مرتبطا بعالم وسائل الإعلام والاتصال للمنظمات.
- التعلمات المهنية : حصص تطبيقية وتدريبات عملية تضع الطلبة في وضعيات حقيقية لمزاولة مهن الصحافة المكتوبة، والتلفزة، والإذاعة، وصحافة الوكالات، والتصوير الصحافي، والتواصل بالمقاولات والوسائط المتعددة.

يتوفر المعهد العالي للإعلام والاتصال على التكوينات التالية :
| اسم الديبلوم              | النوع            | مدة التكوين |
| ------------------------- | ---------------- | ----------- |
| الصحافة المكتوبة          | إجازة في الصحافة | 3 سنوات     |
| الصحافة المرئية والمسموعة | إجازة في الصحافة | 3 سنوات     |
| الإتصال المقاولاتي        | إجازة في الصحافة | 3 سنوات     |

## الرؤساء
| الرئيس(ة)          | تاريخ التعيين  | تاريخ انتهاء المهمة |
| ------------------ | -------------- | ------------------- |
|                    |                |                     |
| لطيفة أخرباش       | 10 سبتمبر 2003 |                     |
|                    |                |                     |
| إسيعلي أعراب       | 6 دجنبر 2010   |                     |
| عبد المجيد فاضل    |                |                     |
| عبد اللطيف بن صفية | 16 ماي 2019    |                     |

## أنشطة المعهد
2013
ميلاد جمعية خريجي المعهد العالي للإعلام والاتصال
2014
بحث التعاون بين وزارة الدولة لشئون الإعلام الأردنية و المعهد العالي للإعلام والاتصال بالمغرب
2019
توقيع اتفاقية شراكة بين رئاسة النيابة العامة و المعهد العالي للإعلام والاتصال لتكوين ناطقين باسم النيابات العامة.
احتفاء بالذكرى الخمسين لتأسيس المعهد.
2020
زيارة الطالبات والطلبة المفتشين بمركز تكوين مفتشي التعليم يوم 2 مارس 2020 لمعهد الاعلام والاتصال بالرباط.
2022
- يوم دراسي حول: "تطوير مضامين التكوين الإعلامي والتواصلي المستقبلية".[12]
- دورة تكوينية لفائدة الصحافيين المهنيين العاملين في المؤسسات الإعلامية الوطنية[13]

2023
- مذكرة تفاهم بين جامعة الشرق الأوسط والمعهد العالي للإعلام والاتصال في المغرب.[14]
- اللقاء الإفريقي الأول لمؤسسات التكوين في مجال الصحافة والاتصال.[15]

## وصلات خارجية
- (بالفرنسية) موقع المعهد العالي للإعلام والاتصال